# Forcipomyia sayhuequei
Forcipomyia sayhuequei är en tvåvingeart som beskrevs av Pasquale Marino och Gustavo R. Spinelli 2004. Forcipomyia sayhuequei ingår i släktet Forcipomyia och familjen svidknott. Inga underarter finns listade i Catalogue of Life.